# Franz Liszt

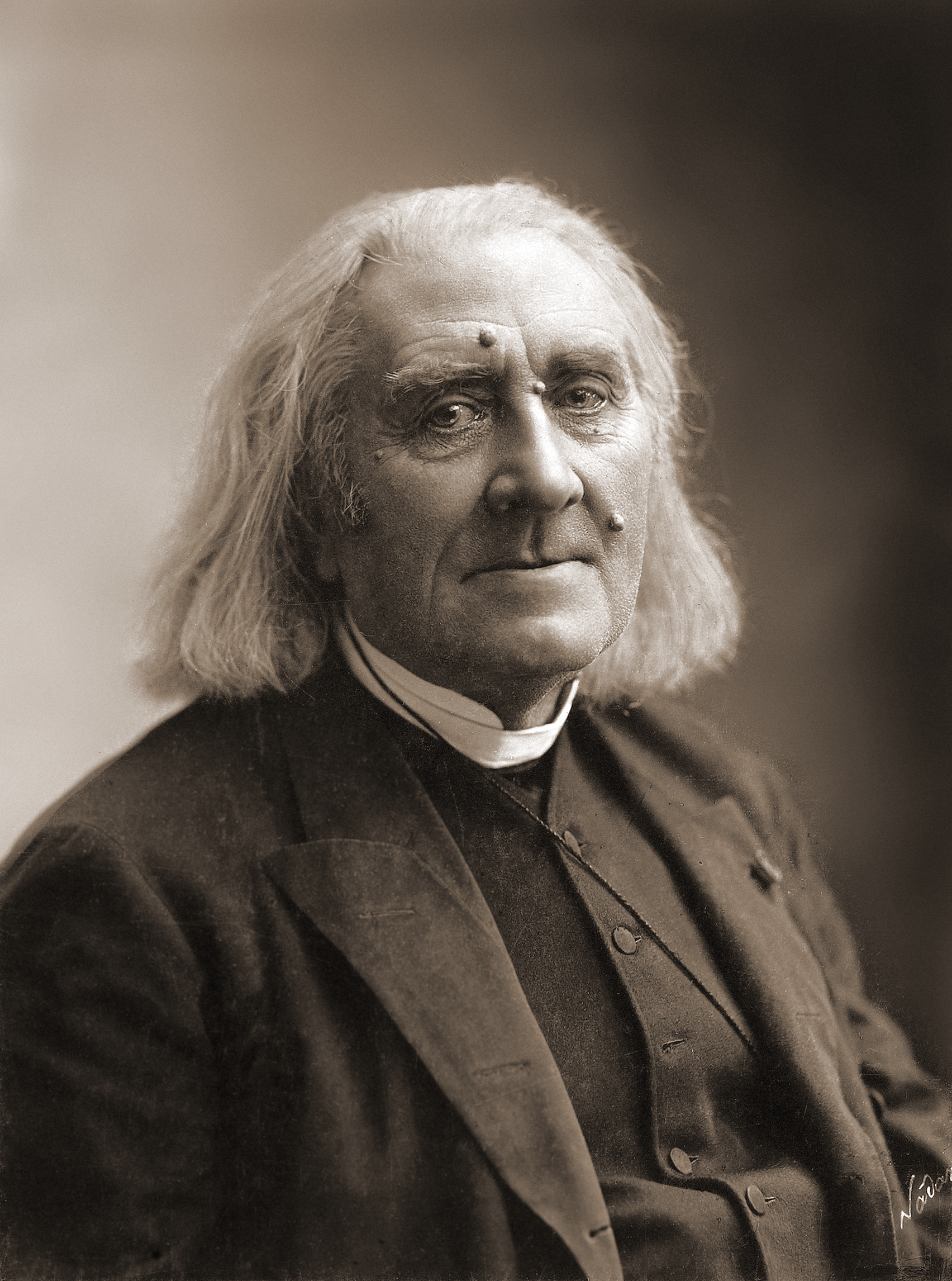
Ảnh Liszt của Nadal, năm 1886, 4 tháng trước khi ông mất

Franz Liszt (tiếng Đức: [fʁant͡s lɪst]; tiếng Hungary: Liszt Ferencz; 22 tháng 10 năm 1811 - 31 tháng 7 năm 1886) là một nghệ sĩ piano và nhà soạn nhạc người Hungary. Ông là nhạc sĩ có danh tiếng ở khắp châu Âu vào thế kỉ 19 nhờ có kỹ thuật điêu luyện bậc nhất trên bàn phím. Ngày nay ông vẫn được xem như là một trong những nghệ sĩ piano lớn nhất mọi thời đại với các tác phẩm kinh điển như bản Hungarian Rhapsody số 2.

## Cuộc đời và sự nghiệp

### Thời thơ ấu của một thần đồng
Franz Liszt sinh ngày 22 tháng 10 năm 1811 tại Doborján thuộc vương quốc Hungary, sau này trở thành một phần đế quốc Habsburg. Nguyên thủy tên ông là Franciscus nhưng những người thân thuộc gọi ông là Franz theo cách của người Đức gọi tên Franciscus. Bố mẹ ông là Adam và Maria Anna Liszt (nhũ danh Lager).

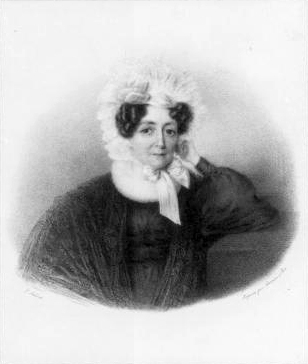
Maria Anna Lager (1788-1866), mẹ của Liszt

Cha của Liszt, Adam Liszt trong những năm đầu thập kỉ 1790 là giáo viên dạy tiếng Hungary cho trường trung học Pressburg (nay là Bratislava, thủ đô Slovakia) trong vòng 5 năm. Thời đó tiếng Hungary không phải là tiếng nói chính thức trong vùng mà là tiếng Đức. Còn ngôn ngữ hành chính là tiếng Latin. Dù vậy Franz mặc dù lưu loát tiếng Đức, tiếng Pháp, tiếng Ý nhưng hầu như chẳng biết tiếng Hungary. Đến những năm 1870 khi mọi người bị bắt buộc phải học tiếng Hungary, mặc dù rất cố gắng ông vẫn không học được.
Dòng dõi của ông gây ra nhiều tranh cãi bởi hầu hết các tài liệu quan trọng về ông đều bị thất lạc. Ông tổ của Franz Liszt là Sebastian Liszt là người Đức đến Hungary vào đầu thế kỉ 18. Vì quốc tịch của con là thừa hưởng của cha nên ông nội và cha Franz Liszt đều mang quốc tịch Đức, mẹ ông có nguồn gốc từ Áo, thời đó cũng được xem là Đức luôn. Như vậy thì Franz Liszt mang quốc tịch Đức dù sinh ra tại Hungary, không phải là người Hung. Tuy vậy giấy khai sinh của Sebastian cũng không được tìm thấy trong văn khố Đức hay Áo, còn văn khố Hungary bị người Thổ Nhĩ Kỳ phá hoại rất nhiều. Do vậy chưa có gì chắc chắn về nguồn gốc Đức của Sebastian. Nhưng trong cuộc đời chính Franz lúc thì nhận rằng mình mang quốc tịch Đức, lúc thì Hungary, các con ông mang quốc tịch Hungary.
Theo các nguồn thông tin chính thức thì ngay từ thời thơ ấu Franz Liszt đã bộc lộ thiên tài của mình. Mơ ước trở thành nhạc sĩ chuyên nghiệp là của bố ông, Adam Liszt, người chơi rất nhiều nhạc cụ từ piano đến violin, cello, guitar nhưng do hoàn cảnh không cho phép giấc mơ ấy thành hiện thực. Franz được sinh ra trong môi trường âm nhạc và điều này hẳn ảnh hưởng không nhỏ đến cuộc đời ông. Bản thân Liszt đã phải tập luyện rất nhiều dưới sự kèm cặp của bố từ năm lên 7 tuổi. Theo những thư từ của người cha thì ông đã từng tập tất cả các tác phẩm của Bach, Beethoven, Mozart và nhiều nhạc sĩ khác.
Ngày 26 tháng 11 năm 1820, lần đầu tiên ông ra mắt công chúng tại lâu đài của bá tước Michael Esterházy ở Pressburg trước các nhà quý tộc địa phương. Trong dịp này Liszt may mắn được đề nghị tài trợ mỗi năm 600 gulden để đi học ở nước ngoài, tuy nhiên số tiền này chỉ đủ trang trải một phần chi phí sinh hoạt cho nên sau đó Liszt vẫn không đi đâu cả. Ngày 3 tháng 6 năm 1822, Adam Liszt xin hoàng tử Esterházy được nghỉ việc một năm và cả gia đình bán hết đồ đạc để chuyển đến Viên vào ngày 8 tháng 5 năm 1822.

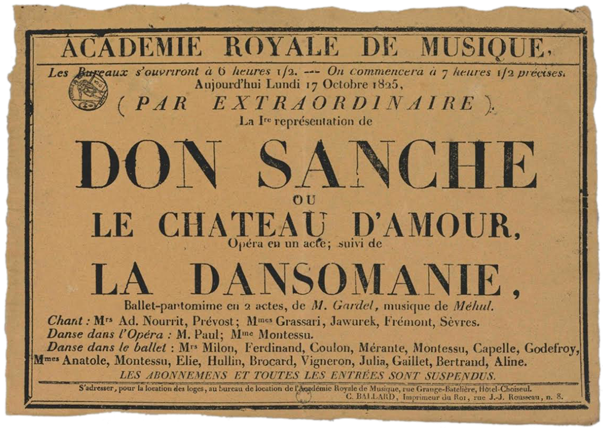
Tờ thông báo biểu diễn vở opera Don Sanche của Liszt, năm 1825

Ở Wien, Liszt theo học piano với Carl Czerny, người từng là học trò của Ludwig van Beethoven, cùng với Antonio Salieri, cựu quan đại thần âm nhạc Áo. Theo như trong hồi ký của Czerny, Liszt có năng khiếu rất rõ nhưng do học tập không tốt cho nên kĩ năng ngón tồi cũng như phong cách chơi đàn rất hỗn loạn. Hai thầy trò bất đồng nhau trong việc sử dụng các ngón tay và thế là để tránh các bài tập, Liszt đã viết các ghi chú bậy lên bản nhạc rồi nói với cha rằng đó là do thầy dạy. Nhưng sự việc bị phát giác và Liszt vẫn phải tiếp tục học với Czerny. Tuy vậy, Czerny rất yêu quý Liszt, và chính Liszt cũng vô cùng tôn trọng Czerny. Liszt nhanh chóng trở nên có tiếng trong giới âm nhạc Wien, lần trình diễn đầu tiên là tại Landständischer Saal ngày 1 tháng 12 năm 1822 với các tác phẩm của Ferdinand Hummel, Gioachino Rossini và Beethoven. Ngày 13 tháng 4 năm 1823 ông trình diễn tại Kleiner Redoutensaal với các tác phẩm của Hummel.
Mùa xuân năm 1823 là hết thời hạn nghỉ của Adam Liszt, ông xin Esterházy nghỉ thêm 2 năm nữa nhưng không được chấp thuận, vậy là Adam phải trở về. Cuối tháng 4 gia đình trở về Hungary lần cuối. Trong thời gian trước khi quay trở lại Wien, Liszt có một số buổi diễn tại Pest ngày 1 và 24 tháng 5 năm 1823, tại rạp Königliches Städtisches ngày 10 và 17 tháng 5, ngày 19 tháng 5 năm 1823 tại một buổi diễn gọi là vergnügliche Abendunterhaltung. Cuối tháng 5 năm 1823 cả gia đình Liszt trở lại Wien.
Ngày 20 tháng 9 năm 1823, gia đình Liszt rời Wien để đến Paris. Để kiếm tiền, trong chuyến đi Liszt phải trình diễn ở München, Augsburg, Stuttgart, Strasburg. Ngày 11 tháng 12 năm 1823 họ đến Paris, với nguyện vọng theo học Nhạc viện Paris. Do thời đó nhạc viện Paris có quy định là chỉ nhận sinh viên người Pháp nên Liszt không thể theo học nơi đây. Hậu quả là Adam Liszt trở thành thầy của Franz Liszt, một người thầy cực kì nghiêm khắc, gần như chuyên chế. Với cha, hàng ngày Franz Liszt học các bài tập cũng như các thang âm với máy gõ nhịp, ông cũng phải tập các bài fugue của Johann Sebastian Bach.
Tại Paris, Liszt học tiếng Pháp nhanh chóng và cũng nhanh chóng trở nên nổi tiếng sau khi có vài buổi trình diễn, ông được gọi là "Liszt bé nhỏ".
Trong các năm 1824, 1825 và 1827, ông cùng cha đến Anh, ông kiếm được rất nhiều tiền nhờ các buổi biểu diễn.
Từ năm 1824, Liszt học sáng tác cho piano với Anton Reicha và Ferdinando Paer và cũng viết được vài tác phẩm cho piano gồm concerto, sonata, nhạc thính phòng, các bản biến tấu trên chủ đề của Rossini, Gaspare Spontini. Các tác phẩm của Liszt đều theo phong cách Wien đương đại, tuy nhiên phần lớn các tác phẩm đã xuất bản đều không thành công thậm chí có người còn chỉ trích ông "chẳng có tí khả năng sáng tác nào".
Mùa xuân năm 1824, Liszt bắt đầu viết vở opera Don Sanche (hay Lâu đài tình ái) với sự giúp đỡ của Paer. Vở này được công diễn lần đầu ngày 17 tháng 10 năm 1825 ở Viện âm nhạc hoàng gia do Rodolphe Kreutzer đạo diễn và Adolphe Nourrit đóng vai Don Sanche nhưng không mang lại thành công lắm. Sau sự kiện này Liszt trở nên chán âm nhạc và có ý hướng về tôn giáo, nhưng bố ông buộc ông phải tiếp tục trình diễn.
Năm 1826 tại Marseille ông bắt đầu viết các bài tập luyện kĩ thuật ngón, dự tính là 48 bài nhưng cuối cùng Liszt chỉ viết được 12 bài xuất bản dưới tên "Etudes Op.6".
Trong mùa hè năm 1827, Lizst bị ốm, cha ông đưa ông đến Boulogne-sur-Mer dưỡng bệnh, khi ông khỏi thì cha ông lại mắc bệnh và mất ngày 28 tháng 8 năm 1827. Liszt viết một khúc tang ca ngắn trong dịp này. Liszt không bao giờ đến thăm mộ của Adam tại Bouglogne. Những năm sau này Liszt thường nhìn lại thời thơ ấu với thái độ bi quan rằng tuy ông kiếm được nhiều tiền và nổi tiếng nhưng lại chẳng được ăn học đàng hoàng.

### Thời thanh niên ở Paris

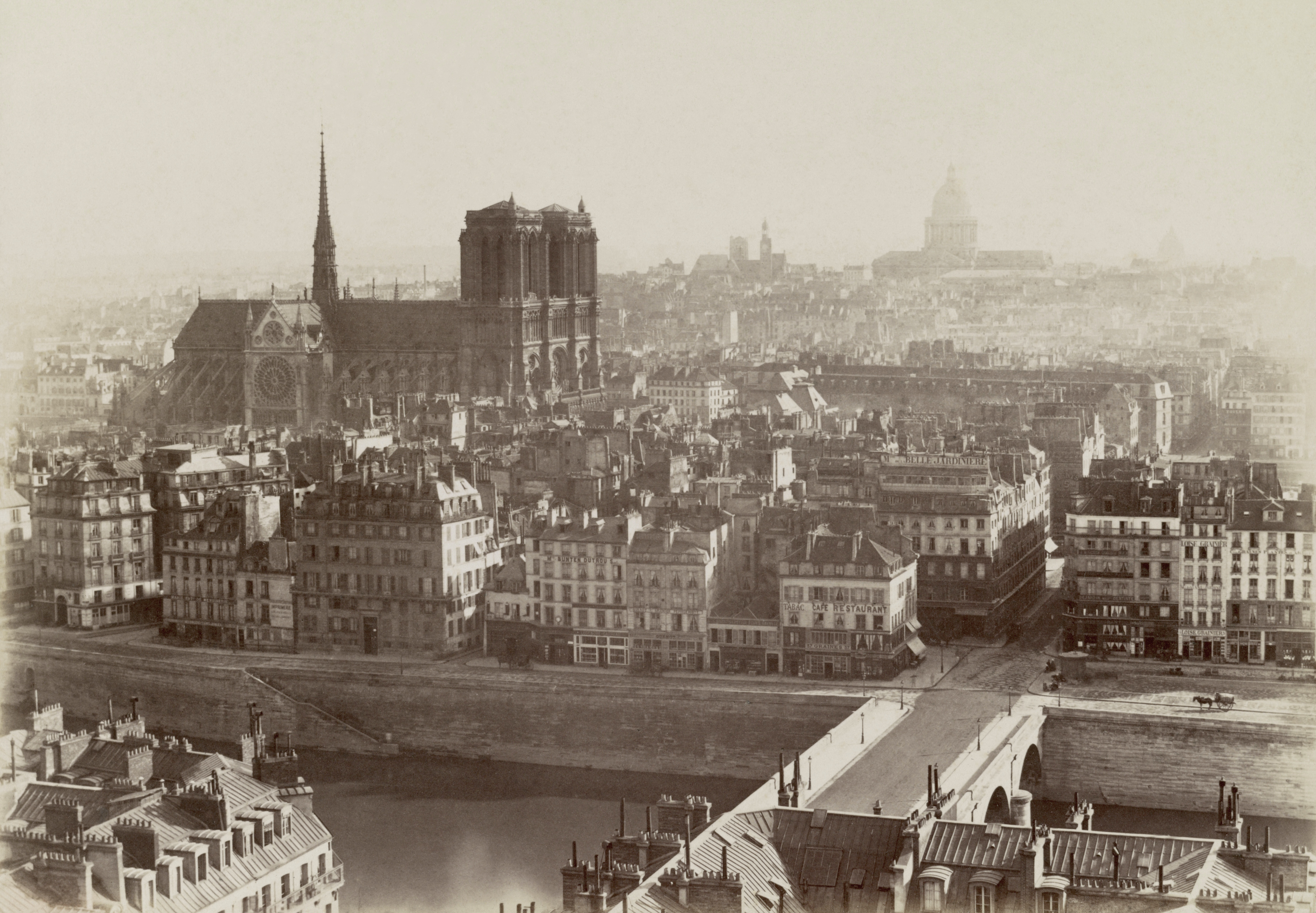
Paris thế kỷ XIX

Sau khi cha chết, Liszt trở lại Paris. Trong 5 năm sau đó ông ở với mẹ trong một căn hộ nhỏ cho đến cuối năm 1833 ông ra ở riêng.
Để kiếm sống, Liszt dạy chơi piano và dạy sáng tác. Một trong những học trò của ông là Caroline de Saint-Cricq, con của bộ trưởng thương mại Pháp dưới triều vua Charles X của Pháp. Hai người yêu nhau và mẹ của Caroline cũng đồng tình cho kết hôn; tuy nhiên đến tháng 7 năm 1829 thì người mẹ chết và người cha buộc hai người chia tay. Caroline phát ốm, còn Liszt bị sốc nặng. Năm 1830, Caroline lấy Bertrand d'Artigaux và cùng chồng chuyển đến miền nam Pháp. Mối tình đầu của Liszt tan vỡ.
Ngày 25 tháng 12 năm 1828 Liszt tự tổ chức một buổi diễn của riêng mình, nhương không may kế hoạch biểu diễn phải bỏ dở vì Liszt bị bệnh sởi. Ngày 25 tháng 3 năm 1829 ông tham gia dàn nhạc 12 người biểu diễn bản overture Die Zauberflöte của Mozart. Mùa đông 1829-1830 ông trình diễn một vài lần nữa.
Tháng 7 năm 1830 Cách mạng Pháp lan đến Paris, ảnh hưởng bởi sự kiện này, Liszt sáng tác bản giao hưởng Cách mạng. Cuối cùng cách mạng chẳng thu được kết quả gì tốt hơn thậm chí làm cho tình hình xã hội trở nên tệ hơn, Liszt chán nản và bản giao hưởng chẳng bao giờ được trình diễn

### Paganini

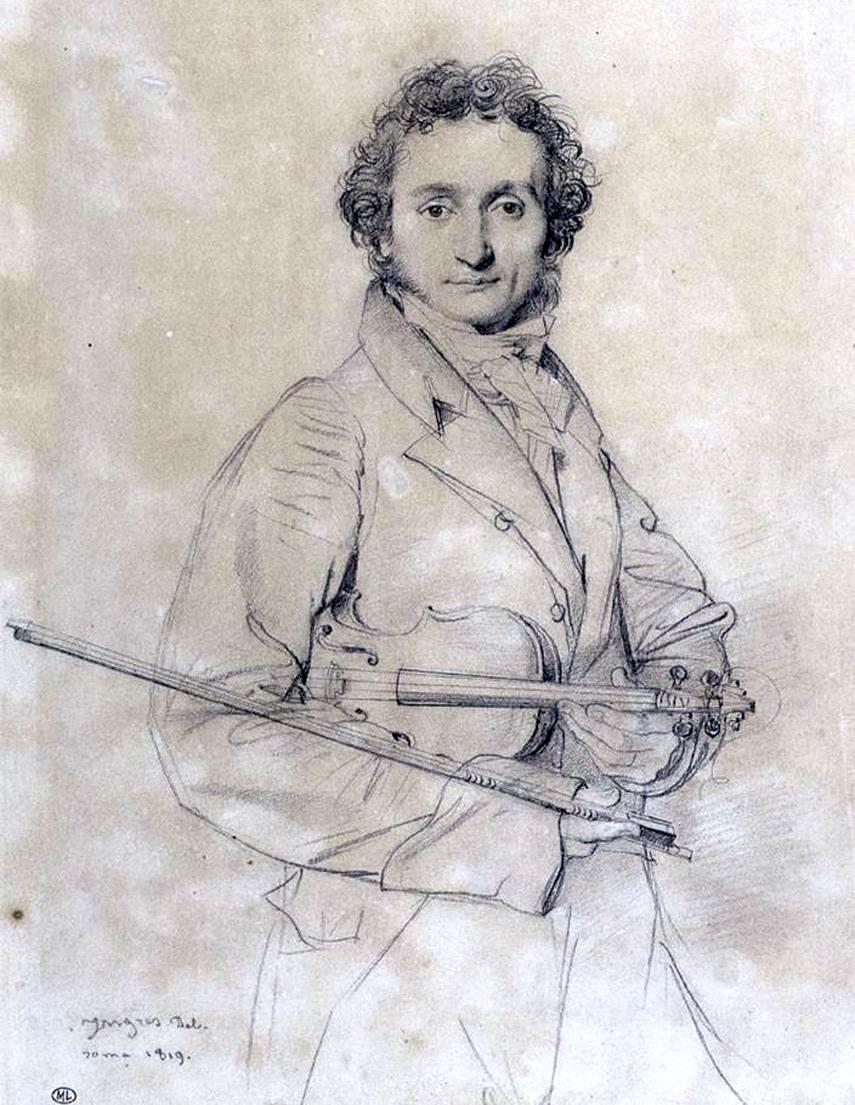
Paganini, người đã truyền cảm hứng mạnh mẽ cho Liszt, giúp cho Liszt từ một nghệ sĩ đàn gần như vô danh trở thành một Pianist lớn của nhân loại

Sau khi tham dự một buổi hòa nhạc từ thiện từ ngày 20 tháng 4 năm 1832 cho các nạn nhân của một bệnh dịch tả ở Paris do Niccolò Paganini tổ chức, Liszt đã quyết tâm trở thành một bậc thầy về piano khi thấy Paganini chơi violin. Paris vào những năm 1830 đã trở thành trung tâm với các hoạt động nghệ thuật biểu diễn, với hàng chục nghệ sĩ piano khổ luyện trên mặt phím. Một số, chẳng hạn như Sigismond Thalberg và Alexander Dreyschock, tập trung vào những khía cạnh cụ thể của kỹ thuật (ví dụ như "hiệu ứng ba tay" và các quãng tám liên tục,..). Mặc dù một số người gọi trường phái chơi đàn dương cầm này là "đu dây bay", thế hệ này cũng đã giải quyết được một số vấn đề nan giải của kỹ thuật dương cầm, nâng cao trình độ chung của các buổi biểu diễn đến những tầng cao chưa được biết đến trước đây. Sức mạnh và khả năng của Liszt nổi bật trong phường hội này là nắm vững tất cả các khía cạnh của kỹ thuật piano mà các đối thủ của anh đã dày công xây dựng. Liszt cũng chính là người đi tiên phong trong phong trào này.
Các tác phẩm viết cho violin của Paganini cũng đã truyền cảm hứng mạnh mẽ đến Liszt. Liszt đã chuyển soạn một số tác phẩm của Paganini cho Piano, tiêu biểu là Khúc luyện chính từ Paganini với nhiều phiên bản, gồm nhiều khúc luyện về kĩ thuật rất khó.
Năm 1833 ông đã thực hiện chuyển thể của một số tác phẩm của Berlioz, bao gồm Symphonie fantastique (Bản giao hưởng kỳ ảo). Động lực chính của anh trong việc làm như vậy, đặc biệt với Symphonie, là giúp Berlioz - bạn thân của Liszt ở Paris và đang trong cảnh túng quẫn. Bản giao hưởng của Berlioz vẫn chưa được biết đến và chưa được xuất bản. Liszt chịu chi phí cho việc xuất bản các bản sao và chơi nó nhiều lần để giúp phổ biến bản nhạc gốc.
Liszt cũng có một tình bạn với một nhà soạn nhạc đã ảnh hưởng đến anh, Frédéric Chopin; dưới ảnh hưởng của Chopin, Liszt đã phát triển thêm tính thơ và lãng mạn. Hai người vừa là bạn, vừa là đối thủ trên các sân khấu, Chopin và Liszt đã nhiều lần cùng nhau biểu diễn. Tuy là vậy, họ ngưỡng mộ và tôn trọng nhau. Tập Etudes Op.10 nổi tiếng của Chopin đã được đề tặng cho Liszt - người được cho là đã vùa nhìn bản nhạc, vừa chơi cả tập này - điều gần như không thể. Khi hay tin Chopin vừa qua đời năm 1849, Liszt đã vô cùng tiếc nuối.

### Bá tước Marie d'Agoult

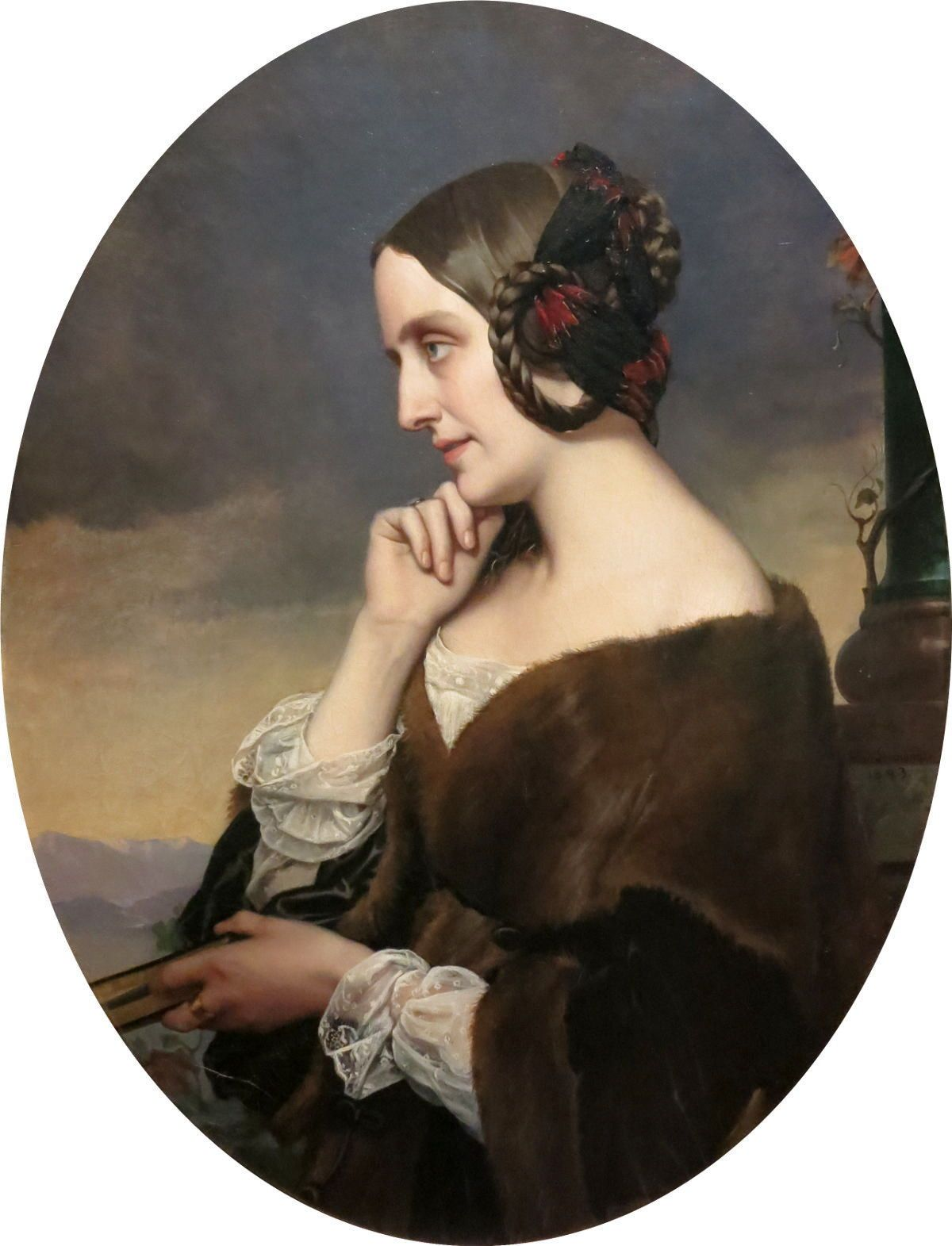
Marie d’Agoult vẽ bởi Henri Lehmann

Năm 1833, Liszt bắt đầu mối quan hệ của mình với Bá tước Phu nhân Marie d'Agoult, một người đã có chồng con khi anh gặp nàng ở một salon, tuy Marie lớn tuổi hơn Liszt. Ngoài ra, vào cuối tháng 4 năm 1834 ông đã làm quen với Felicité de (vùng) Lamennais. Dưới ảnh hưởng của cả hai, những cảm hứng sáng tạo của Liszt đã bùng nổ.
Năm 1835, nữ bá tước rời khỏi chồng và gia đình để sống với Liszt ở Geneva; Con gái đầu của Liszt với nữ bá tước, Blandine, sinh ra vào ngày 18 tháng 12. Liszt đã đóng góp các bài tiểu luận cho Paris Revue et Gazette musicale (Tạp chí âm nhạc Paris). Trong những bài tiểu luận này, ông tranh luận về việc nâng cao địa vị người nghệ sĩ từ một người đầy tớ đến một thành viên đáng kính của cộng đồng.
Trong bốn năm tiếp theo, Liszt và bà phu nhân sống cùng nhau. Họ đi du lịch cùng nhau chủ yếu ở Thụy Sĩ và Italy, nơi con gái họ, Cosima, sinh ra ở Como, đôi khi họ đến thăm Paris. Vào ngày 9 tháng 5 năm 1839, con trai duy nhất của họ, Daniel, được sinh ra, nhưng mùa năm đó thu mối quan hệ giữa họ trở nên căng thẳng. Nguyên nhân có thể do vấn đề tài chính: họ có thói quen tiêu xài khá phung phí. Liszt phải nuôi người tình Marie, các con của mình và cả mẹ Anna bằng mười ngón trên bàn tay anh. Một thời gian sau, Liszt nghe nói rằng kế hoạch cho một đài kỉ Beethoven ở Bonn có nguy cơ sụp đổ vì thiếu vốn, và cam kết hỗ trợ của ông. Như vậy có nghĩa là trở lại cuộc đời của một nghệ sĩ đi lưu diễn. Marie trở về Paris với các em, trong khi đó Liszt đã đặt 6 buổi hòa nhạc tại Vienna. Một chương mới của cuộc đời Liszt mở ra. Anh đã cắt đứt quan hệ với Marie, bắt đầu đi lưu diễn khắp toàn Châu Âu.

### Lưu diễn ở châu Âu

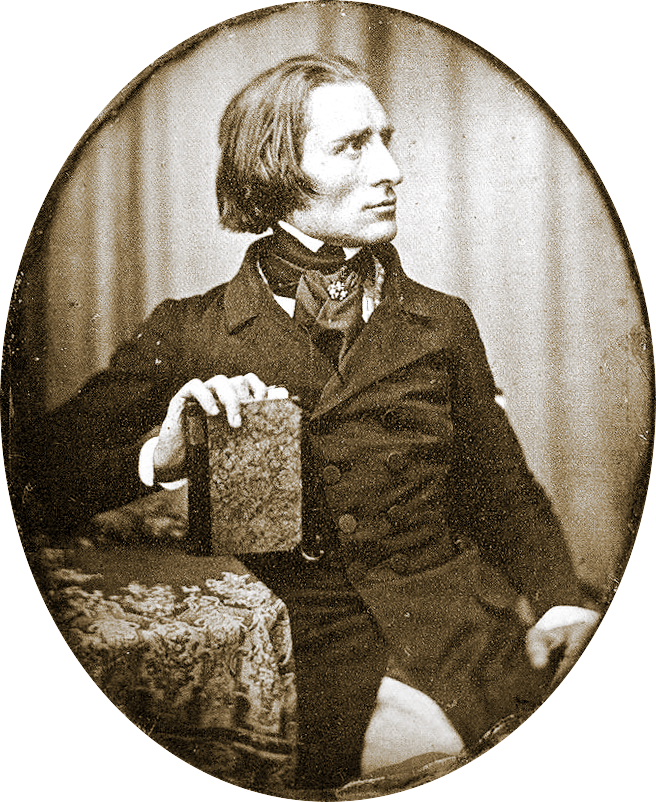
Bức ảnh chụp sớm nhất được biết của Liszt, 1843

Đây là thời kỳ rực rỡ nhất của Liszt với tư cách là nghệ sỹ piano hòa nhạc. Anh đạt đỉnh cao danh vọng và luôn gặp những lời xu nịnh bất cứ nơi nào anh trình diễn. Franz đã viết ba bản Concerto của mình vào năm 1845 và 1849. Vì ông thường xuất hiện phải từ ba hoặc bốn lần một tuần trong buổi hòa nhạc, có thể chắc chắn rằng Liszt đã xuất hiện trước công chúng hơn một ngàn lần trong khoảng thời gian 8 năm này. Ngoài ra, sự nổi tiếng của anh với tư cách là một nghệ sĩ dương cầm, mà anh sẽ tiếp tục tận hưởng lâu sau khi chính thức giã từ sân khấu hoà nhạc, chủ yếu dựa vào thành tích trong thời gian này.
Trong thời hoàng kim của mình, Liszt được nhà văn Hans Christian Andersen miêu tả như một "người đàn ông mảnh dẻ... với mái tóc đen phủ quanh khuôn mặt nhợt nhạt của mình". Ông được nhiều người xem là điển trai, với bài viết của Heinrich Heine,nhà thơ Đức, về sự trình diễn của ông trong các buổi hòa nhạc: "Mạnh mẽ làm sao, đáng kinh ngạc làm sao, đó chính là sự xuất hiện của ông" 

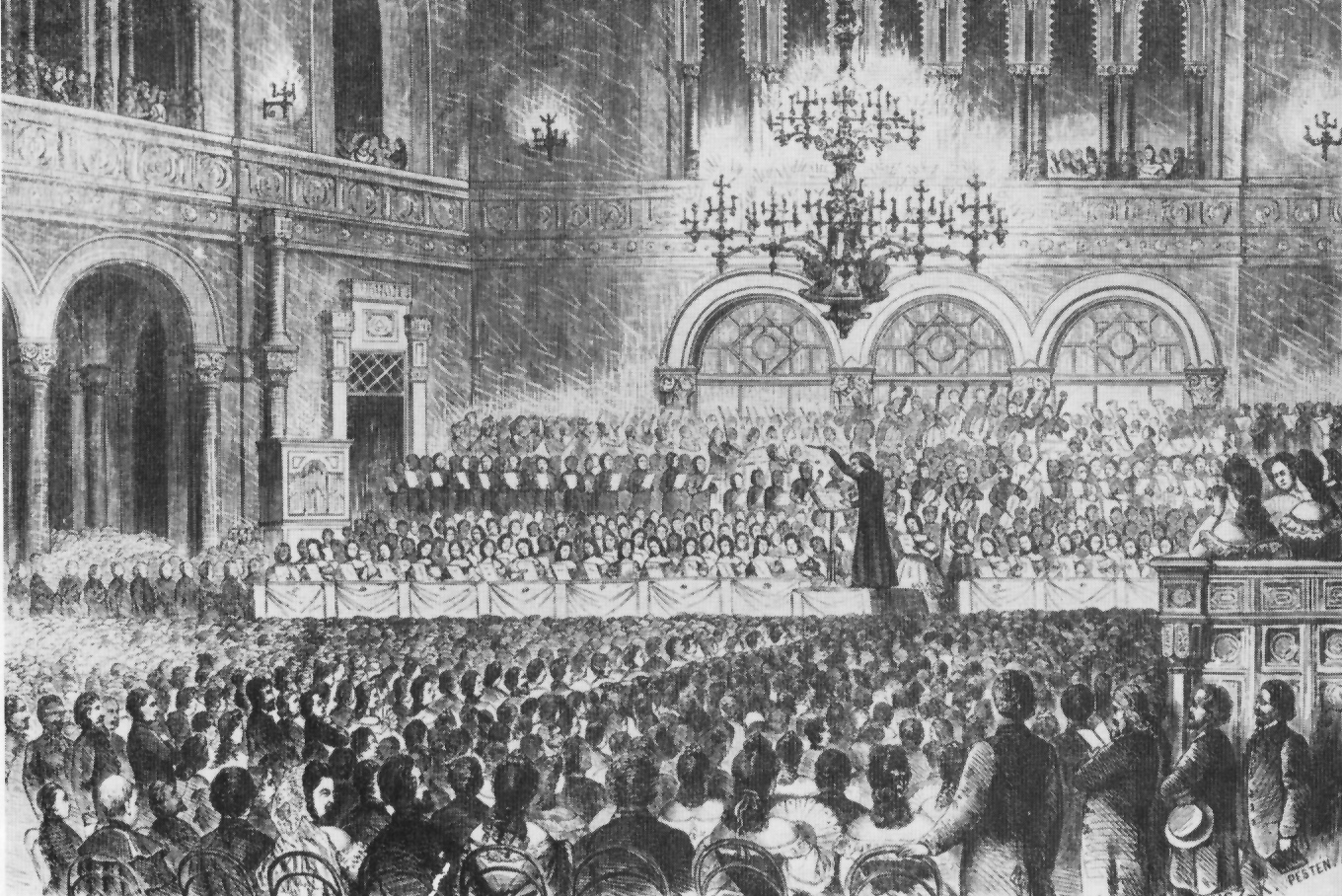
Buổi biểu diễn gây quỹ từ thiện của Liszt nhằm hộ trợ nạn nhân của cơn lũ quét qua Pest, năm 1839

Năm 1841, Franz Liszt được nhận vào hội quán Tam Điểm, bậc "Nhất thống" ở Frankfurt am Main. Ông được thăng cấp bậc hai và được bầu vào làm thành viên của hội quán "Zur Eintracht" ở Berlin. Từ năm 1845, ông cũng là thành viên danh dự của hội quán "Khiêm tốn và tự do" "Modestia cum Libertate" tại Zurich và năm 1870 là hội quán ở Pest (Budapest-Hungary). Sau năm 1842, "Lisztomania" ("chứng cuồng Liszt") - thuật ngữ do nhà thơ Đức thế kỷ 19, Heinrich Heine nghĩ ra - đã quét qua châu Âu. Sự tiếp đãi, mà Liszt tận hưởng như một thành quả, chỉ có thể được mô tả như là cơn cuồng loạn. Phụ nữ đã chiến đấu vì chiếc khăn tay lụa và găng tay nhung của ông, chúng được xé thành từng mảnh để làm quà lưu niệm. Bầu không khí này lại được thúc đẩy bởi tính cách thôi miên của nghệ sĩ và sự hiện diện của Liszt trên sân khấu. Nhiều nhân chứng sau đó đã nói rằng rằng việc đàn của Liszt đã làm tâm trạng của khán giả được nâng cao lên mức độ ngất ngây huyền bí.
Vào ngày 14 tháng 3 năm 1842, Liszt nhận được bằng tiến sĩ danh dự của 'Đại học Königsberg - một vinh dự chưa từng có vào thời đó và đặc biệt quan trọng đối nếu nhìn theo truyền thống Đức. Liszt không bao giờ sử dụng danh xưngTiến sĩ Liszt 'hoặc' Tiến sĩ Franz Liszt 'công khai. Ferdinand Hiller, một đối thủ của Liszt thời bấy giờ, được cho là ghen tị vì quyết định của trường đại học.
Thêm vào danh tiếng của ông là một thực tế là Liszt đã bỏ hầu hết số tiền thu được vào hoạt động từ thiện và nhân đạo. Trên thực tế, Liszt đã kiếm được rất nhiều tiền từ khoảng bốn mươi tuổi đến mức hầu như tất cả các khoản tiền có được sau năm 1857 đã đi từ thiện. Trong khi các đóng góp của ông về tượng đài Beethoven và Nhạc viện Quốc gia Hungary là nổi tiếng, ông cũng hào phóng trao tặng quỹ xây dựng Nhà thờ Cologne, thành lập một trường trung học ở Dortmund, và xây dựng Nhà thờ Leopold ở Pest. Ông cũng có những khoản đóng góp cá nhân cho các bệnh viện, trường học và các tổ chức từ thiện như Quỹ Lương hưu của hội nhạc sĩ Leipzig. Khi ông biết đến Đại hỏa hoạn Hamburg, nổ ra trong ba ngày trong tháng 5 năm 1842 và phá huỷ phần lớn thành phố, ông đã tổ chức các buổi hòa nhạc để trợ giúp cho hàng ngàn người vô gia cư ở đó.

### Liszt ở Weimar

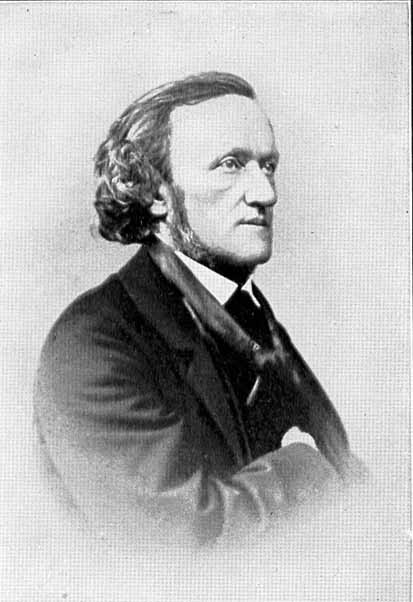
Richard Wagner - nhà soạn nhạc tài năng, người bạn thân thiết, và sau này là con rể của ông

Tháng 2 năm 1847, Liszt chơi tại Kiev. Ở đó, ông đã gặp Công chúa người Ba Lan Carolyne zu Sayn-Wittgenstein, có lẽ là một trong những người quan trọng nhất trong suốt phần đời còn lại của Liszt. Cô đã thuyết phục ông tập trung vào việc sáng tác, điều đó có nghĩa là từ bỏ nghề nghiệp của mình như là một nghệ sỹ lưu diễn nay đây mai đó. Sau chuyến lưu diễn vùng Balkans, Thổ Nhĩ Kỳ và Nga vào mùa hè năm đó, Liszt biểu diễn buổi hòa nhạc cuối cùng tại Yelisavetgrad vào tháng Chín.Ông đã dành cả mùa đông với công chúa tại mảnh đất của mình ở Woronince. Sau khi rút khỏi ánh đèn sân khấu hoà nhạc ở tuổi 35, khi vẫn ở đỉnh cao danh vọng của mình, Liszt đã thành công trong việc giữ khả năng chơi đàn huyền thoại của mình không bị phai nhạt.

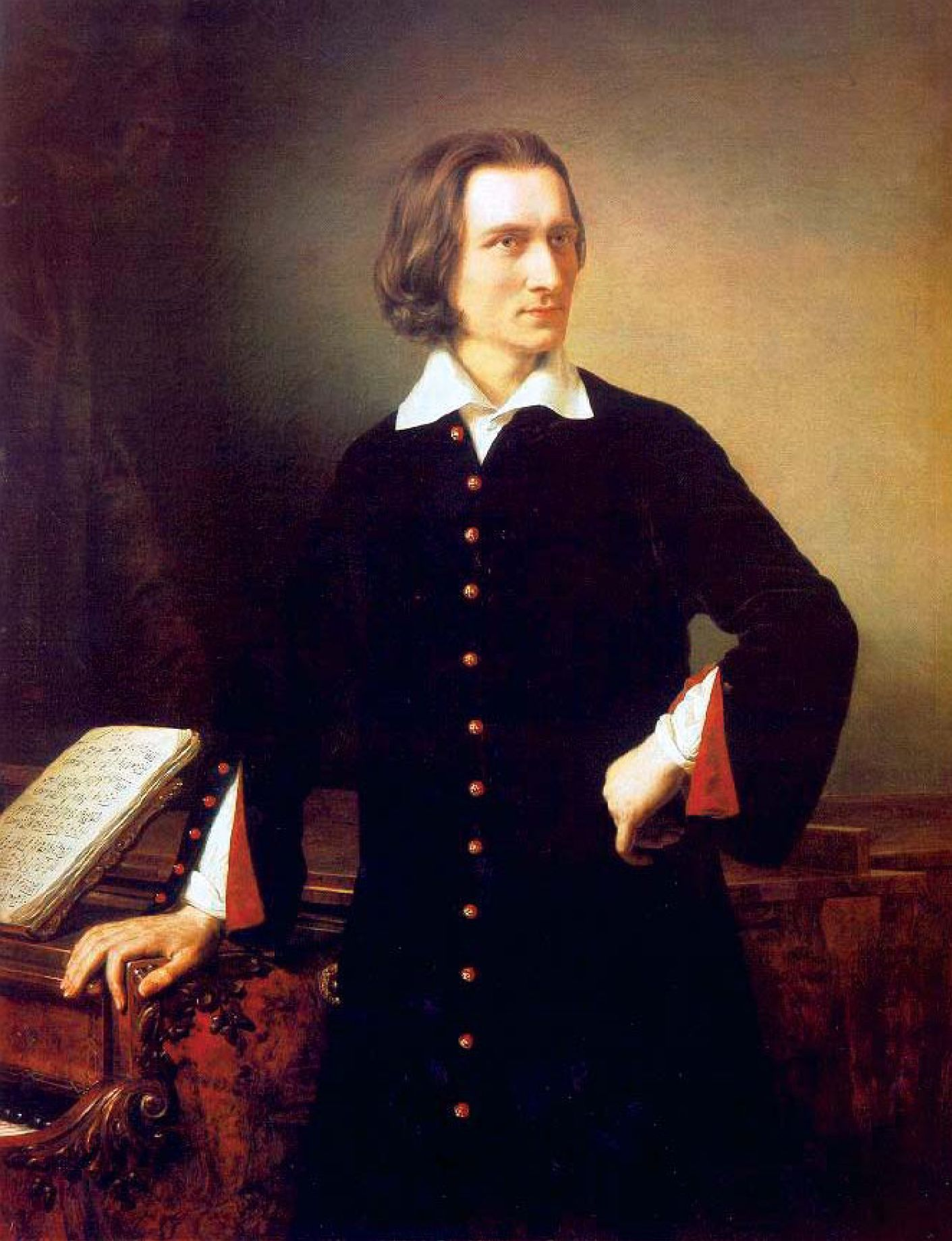
Franz Liszt, tranh vẽ bởi họa sỹ người Hungari - Miklós Barabás, 1847

Năm sau, Liszt đã có lời mời lâu năm của Nữ Công tước Maria Pavlovna của Nga để định cư tại Weimar, nơi ông được bổ nhiệm làm Kapellmeister Extraordinaire "Nhà soạn nhạc xuất chúng" năm 1842, ông ở lại đó đến gần 20 năm. Trong thời gian này, ông đã đóng vai trò chỉ huy tại các buổi hòa nhạc của triều đình và vào các dịp đặc biệt tại nhà hát. Ông đã dạy cho một số nghệ sĩ dương cầm, trong đó có bậc thầy vĩ đại Hans von Bülow, người đã kết hôn với cô con gái của Liszt là Cosima năm 1857 (nhiều năm sau, cô sẽ kết hôn với Richard Wagner). Ông cũng đã viết các bài báo để bảo vệ Berlioz và Wagner. Cuối cùng, Liszt đã có rất nhiều thời gian để sáng tác và trong suốt 12 năm tiếp theo ông tiếp tục sửa đổi hoặc soạn những bản nhạc cho giao hưởng và hợp xướng, danh tiếng của ông lúc này có được là từ việc soạn nhạc.
Trong suốt 12 năm đó, ông cũng đã giúp nâng cao hình ảnh của Wagner lưu vong bằng cách biểu diễn các khúc Overture "Khúc dạo đầu" trích từ các vở Opera của Wagner trong các buổi hòa nhạc của mình, Liszt và Wagner đã có một tình bạn sâu sắc kéo dài cho đến tận khi Wagner qua đời ở Venice vào năm 1883. Wagner đánh giá rất cao Liszt và âm nhạc của ông một cách hùng hồn: "Bạn có biết một nhạc sĩ mà có chất nhạc hơn cả Liszt?", "Tôi đã nghĩ kỹ rồi và tôi thấy rằng mình chỉ như một nhạc sĩ đáng khinh, trong khi bạn [Liszt], như tôi bây giờ đã tự thuyết phục bản thân, là nhạc sĩ vĩ đại nhất của mọi thời đại. "
Công chúa Carolyne đã sống cùng Liszt trong những năm tháng ở Weimar. Cuối cùng, cô đã muốn được kết hôn với Liszt, nhưng cô lại có chồng, sĩ quan quân đội Nga, Hoàng tử Nikolaus zu Sayn-Wittgenstein-Ludwigsburg (1812-1864), lúc này vẫn còn sống, vậy là cô phải thuyết phục Giới thẩm quyền Công giáo La Mã rằng hôn nhân của cô với ông ta đã không hợp lệ. Sau những nỗ lực to lớn và những quá trình phức tạp đượm phần kỳ quặc, cô đã "tạm thời" thành công (tháng 9 năm 1860). Kế hoạch là cặp vợ chồng sẽ cưới nhau tại Rome vào ngày 22 tháng 10 năm 1861, sinh nhật thứ 50 của Liszt. Mặc dù Liszt đã đến Rome vào ngày 21 tháng 10, nhưng công chúa từ chối cưới ông vào tối hôm đó. Có vẻ như cả chồng lẫn Sa hoàng Nga đã nỗ lực để phế quyền cho cuộc hôn nhân tại Vatican. Chính phủ Nga cũng tịch thu một số căn nhà của công chúa ở Ba Lan, khiến các cuộc hôn nhân sau này của bà trở nên gần như bất khả thi.

### Rome, Weimar, Budapest

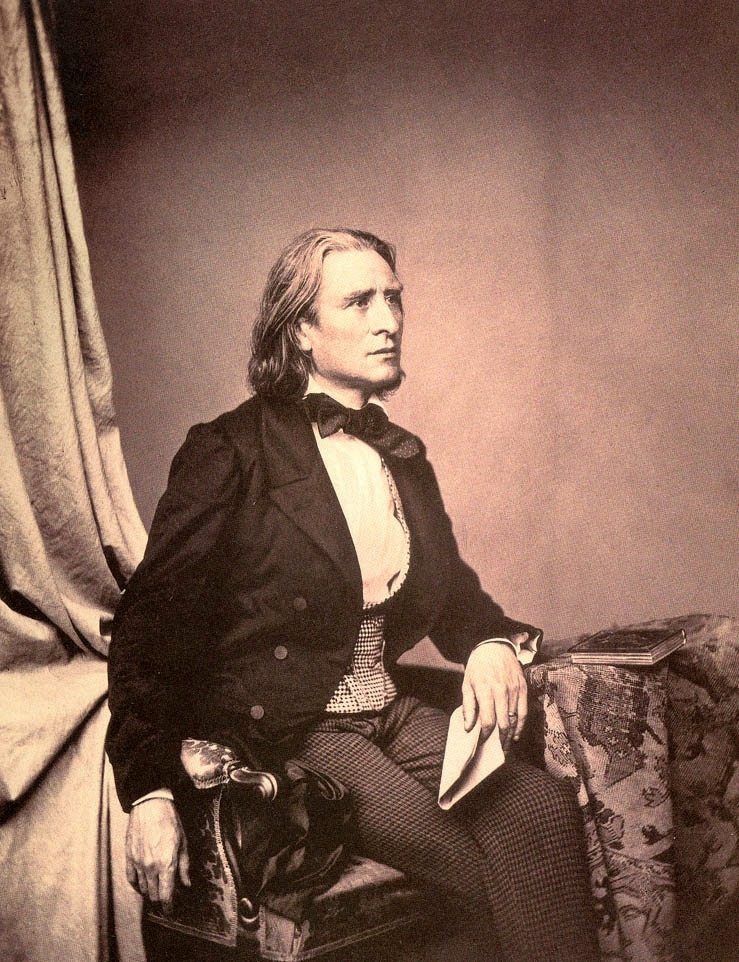
Liszt năm 1858, ảnh chụp của Franz Hanfstaengl

Những năm 1860 là một những năm buồn thảm nhất trong cuộc sống riêng tư của Liszt. Vào ngày 13 tháng 12 năm 1859, con trai Daniel, 20 tuổi, đã qua đời. 3 năm sau, đứa con gái 26 tuổi Blandine của ông cũng nối gót. Trong thư gửi cho bạn bè, Liszt thông báo rằng anh ta sẽ rút lui để sống một mình, đơn độc. Ông đã tìm thấy cuộc sống như vậy tại tu viện Madonna del Rosario, ngay bên ngoài Rome. Ngày 20 tháng 6 năm 1863, ông sống trong chỉ một-phần-tư ở một căn hộ nhỏ kiến trúc kiểu Sparta. Ngày 23 tháng 6 năm 1857, ông đã gia nhập Dòng Thứ ba của Thánh Phanxicô.
Vào ngày 25 tháng 4 năm 1865, ông được làm Lễ cạo đầu dưới bàn tay của Hồng y Hohenlohe. Vào ngày 31 tháng 7 năm 1865, ông nhận được bốn thánh chức nhỏ đó là 1. Chức giữ và mở cửa nhà thờ (Porter), Chức đọc Sách Thánh (Reader), Chức trừ quỷ (Exorcist), Chức Giúp Lễ (Acolyte). Sau khi thọ giới, ngài thường được gọi là Abbé Liszt. Vào ngày 14 tháng 8 năm 1879, ông được phong làm thầy dòng danh dự của vùng Albano.
Trong một số dịp, Liszt tham gia vào nhịp sống âm nhạc ở Rome. Vào ngày 26 tháng 3 năm 1863, tại một buổi hòa nhạc tại Palazzo Altieri, ông đã chỉ huy một chương trình âm nhạc thánh. Bản Chân Phước"Seligkeiten" của Christus-Oratorio và Cantico del Sol di Francesco d'Assisi cũng như Sự sáng thế"Die Schöpfung" của Haydn và các tác phẩm của J. S. Bach, Beethoven, Jommelli, Mendelssohn và Palestrina đã được trình diễn. Vào ngày 4 tháng 1 năm 1866, Liszt chỉ huy cho bản "Stabat mater" (một bản hùng ca về sự khổ hạnh về Đức mẹ Maria bị đóng đinh lên cây thánh giá) của Christus-Oratorio, và vào ngày 26 tháng 2 năm 1866, "Giao hưởng Thần khúc"Dante Symphony của ông. Cũng còn nhiều lần ông xuất hiện kiểu như vậy, nhưng so với thời gian lưu lại của Liszt ở Rome, chúng là không đáng kể.

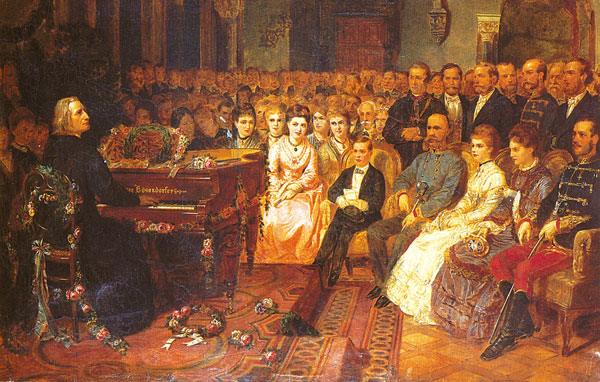
Liszt biểu diễn cho hoàng đế Franz Joseph I trên cây đàn Bosendorfer, loại đàn thường có 92 - 97 phím thay vì chuẩn 88

Năm 1866, Liszt sáng tác Missa coronationalis (Lễ đăng quang trong Thánh lễ Misa) cho Franz Joseph và Elisabeth của vùng Bavaria. Bản "Thánh lễ Misa" được biểu diễn lần đầu tiên vào ngày 8 tháng 6 năm 1867, tại lễ đăng quang của nhà thờ Matthias bởi Buda Castle theo hình thức sáu phần. Sau buổi biểu diễn đầu tiên, phần "Ca tiến lễ" Offertory đã được bổ sung, và hai năm sau đó là phần "Ca tiến cấp" Gradual.
Liszt được mời trở lại Weimar vào năm 1869 để dạy các lớp bậc thầy trong việc chơi piano. Hai năm sau, ông được yêu cầu dạy tương tự tại Budapest tại Học viện Âm nhạc Hung-ga-ri. Từ đó cho tới khi kết thúc cuộc đời, ông đã thực hiện những chuyến đi thường xuyên giữa 3 thành phố Rome, Weimar và Budapest, tiếp tục cái mà ông gọi là "vie trifurquée" hoặc cuộc-sống-chia-ba. Người ta ước tính rằng Liszt đi ít nhất 4.000 dặm một năm trong giai đoạn này trong cuộc sống - một thành tích đáng nể vì tuổi giả của ông và sự khắc nghiệt của đường bộ và đường sắt trong những năm 1870.

### Nhạc viện Hoàng gia Budapest
Từ đầu thập niên 1860 đã có những nỗ lực để có được một chỗ đứng cho Liszt ở Hungary. Vào năm 1871, Thủ tướng Hungary Gyula Andrássy đã viết một kiến nghị vào ngày 4 tháng 6 năm 1871 đệ lên nhà vua Hungary (Hoàng đế Áo Franz Joseph I), yêu cầu một khoản trợ cấp hàng năm là 4.000 Gulden và phong chức "Nghị sĩ Hoàng gia" "Königlicher Rat" dành cho Liszt, người sẽ quay ở lại vĩnh viễn ở Budapest, chỉ đạo dàn nhạc của Nhà hát Quốc gia cũng như các học viện Âm nhạc

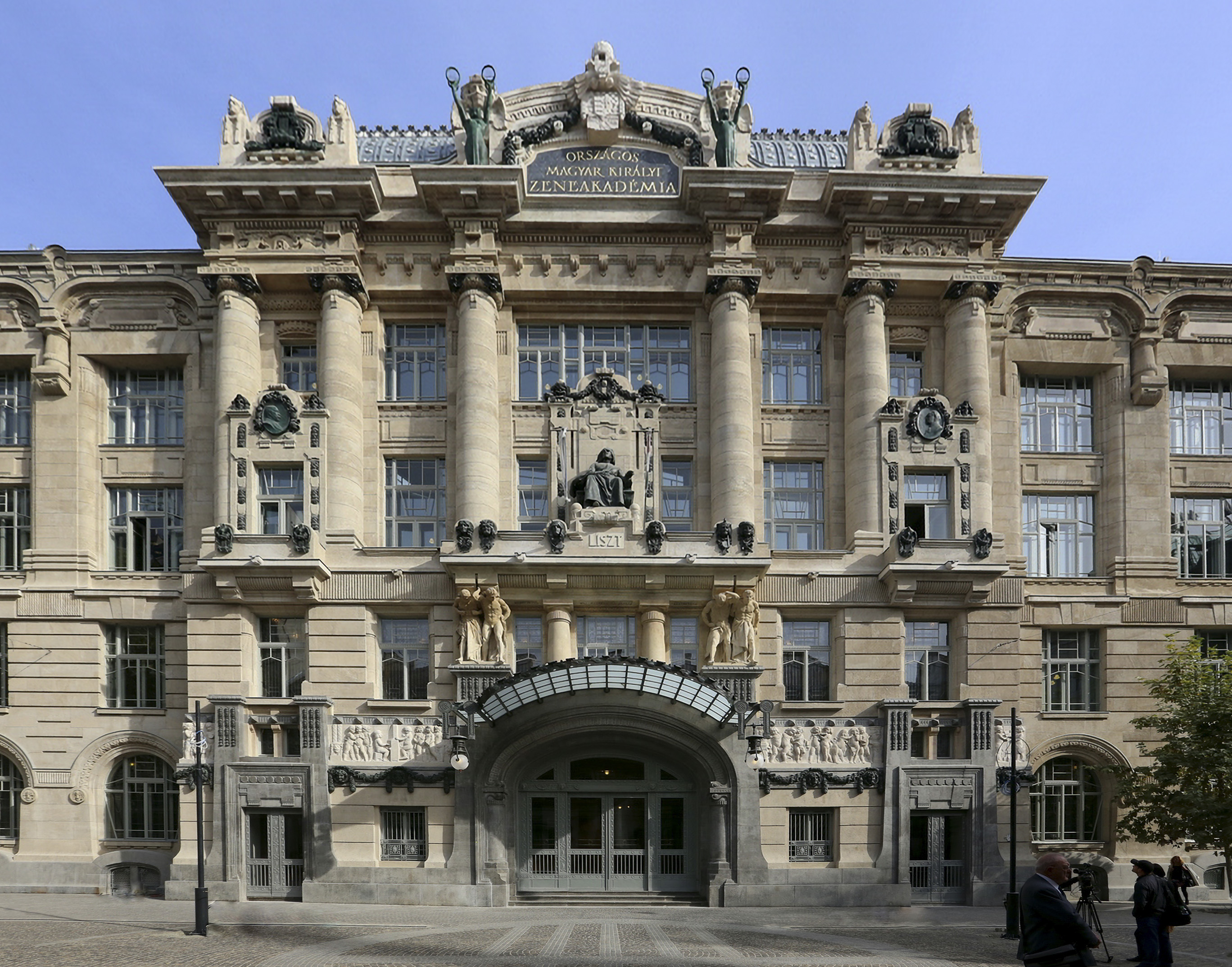
Học viện Âm nhạc Hoàng gia Liszt Frenc ở Budapest

Kế hoạch thành lập Học viện Hoàng gia đã được Nghị viện Hungary thông qua vào năm 1872. Tháng 3 năm 1875 Liszt được bổ nhiệm làm Hiệu trưởng. Học viện chính thức khai giảng vào ngày 14 tháng 11 năm 1875 cùng với đồng nghiệp của Liszt là Ferenc Erkel làm quản lý, Kornél Ábrányi và Robert Volkmann. Liszt đích thân đến vào tháng 3 năm 1876 để giảng một số bài học và tổ chức buổi hòa nhạc từ thiện.

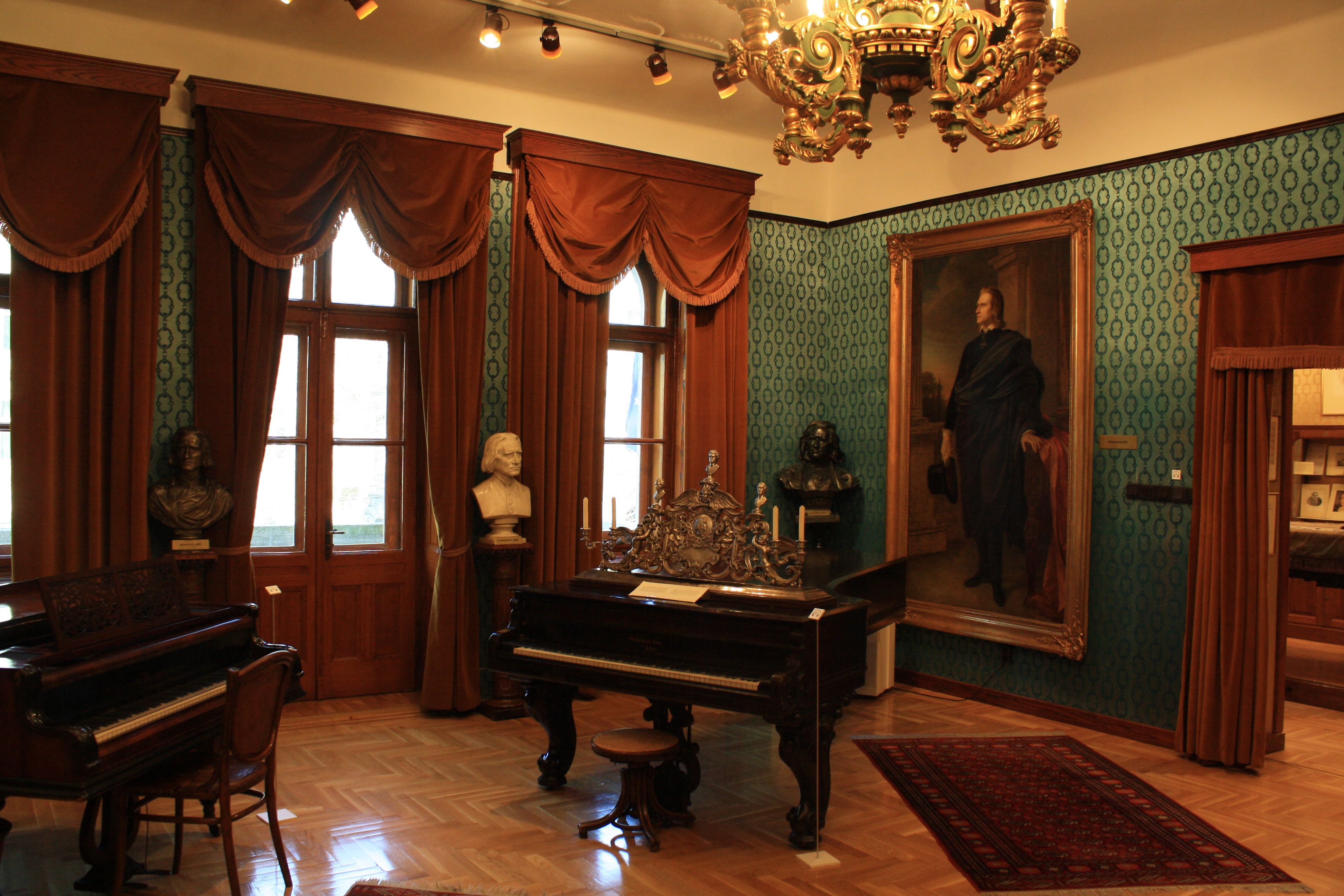
Một trong những chiếc đàn của Liszt trong căn hộ ở Budapest

Mặc dù Liszt đã được chỉ định là "Königlicher Rat", nhưng ông cũng không chỉ huy dàn nhạc của Nhà hát Quốc gia và thực ra cũng không định cư lâu dài ở Hungary. Thông thường, ông sẽ đến vào giữa mùa đông ở Budapest. Sau khi một hoặc hai buổi hòa nhạc biểu diễn bởi sinh viên của mình vào đầu mùa xuân, ông rời đi. Ông không bao giờ tham gia vào các kỳ thi cuối cùng, được tổ chức vào mùa hè mỗi năm. Một số sinh viên tham gia các bài học mà Liszt đã giảng vào mùa hè ở Weimar.
Năm 1873, nhân dịp kỷ niệm 50 năm hoạt động nghệ thuật của Liszt, thành phố Budapest đã quyết định thành lập một "Franz Liszt Stiftung" (Quỹ Franz Liszt), trợ cấp 200 Gulden cho ba sinh viên của Học viện đã có những màn biểu diễn xuất sắc dành cho âm nhạc Hungary. Chỉ có Liszt quyết định trao các khoản trợ cấp này.
Một thói quen của Liszt là tuyên bố tất cả các sinh viên tham gia các bài học của mình như là sinh viên tư của riêng ông. Do đó, hầu như không ai trong số họ trả bất kỳ khoản học phí cho Học viện. Một sắc lệnh của bộ trưởng ngày 13 tháng 2 năm 1884 đã quy định rằng tất cả những người tham gia vào bài học của Liszt đều phải trả một khoản phí hàng năm là 30 Gulden. Thực ra, chính Học viện mới là lãi nhất, vì Liszt luôn dành tặng khoản thu này các công việc từ thiện.

### Những năm cuối đời

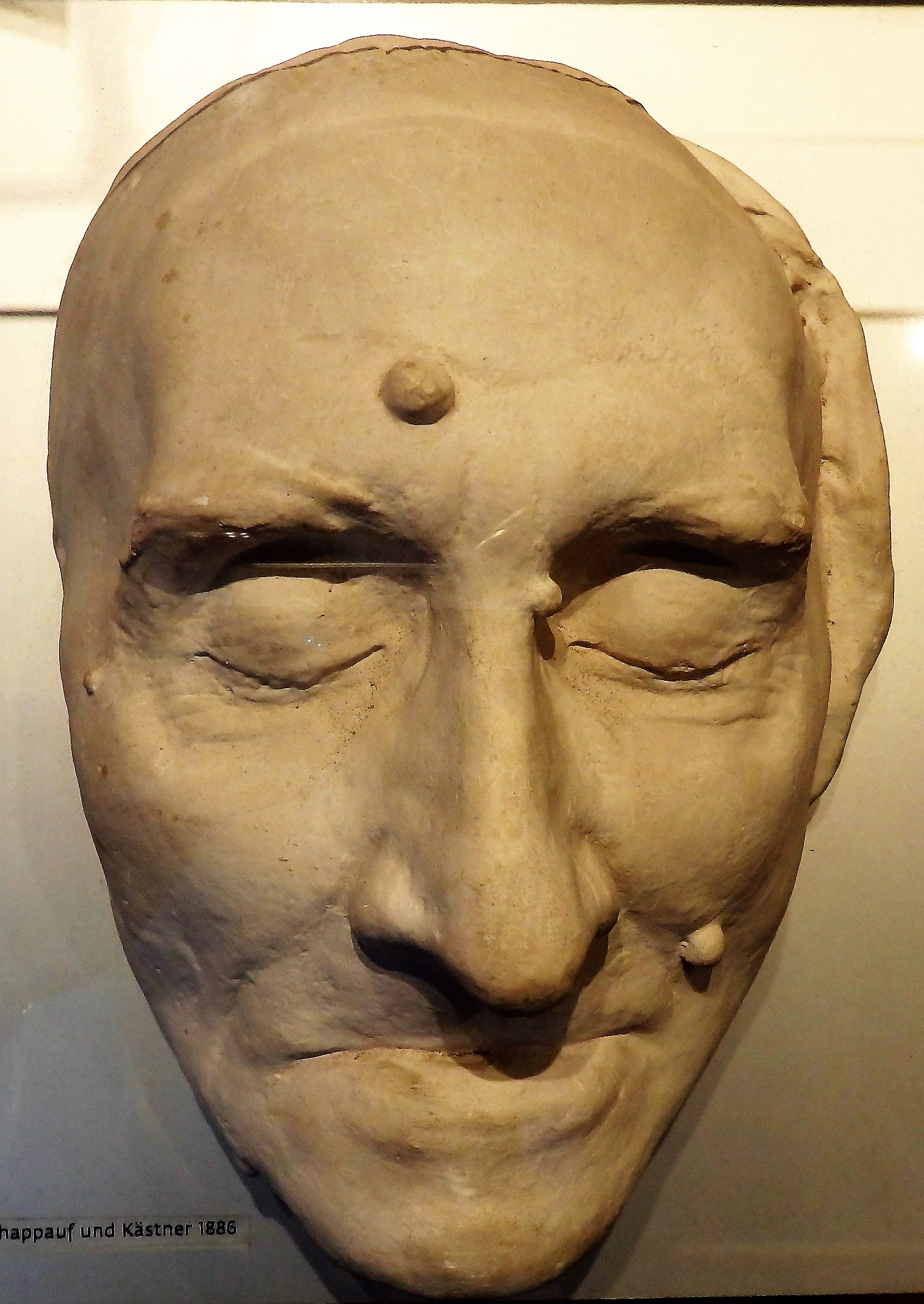
Mặt nạ người chết của Liszt, mặt nạ người chết được làm rất đặc biệt để giữ lại gương mặt người đã khuất

Liszt ngã xuống cầu thang một khách sạn ở Weimar vào ngày 2 tháng 7 năm 1881. Mặc dù bạn bè và đồng nghiệp đã nhận thấy sưng chân và chân khi Liszt đến Weimar tháng trước (một dấu hiệu của suy tim và sung huyết có thể xảy ra), ông vẫn có sức khoẻ khá tốt trước thời điểm đó và vẫn sinh hoạt bình thường. Tuy nhiên, Liszt bị liệt toàn thân tám tuần sau khi tai nạn và không bao giờ hồi phục hoàn toàn các chấn thương. Lúc này, bệnh tật của ông cũng bắt đầu "lộ nguyên hình" - chứng phù nề, hen suyễn, mất ngủ, đục thủy tinh thể mắt trái và bệnh tim - những thứ đã góp phần vào cái chết của Liszt. Ông ngày càng trở nên ám ảnh bởi cảm giác hoang vu, tuyệt vọng và lo lắng về cái chết - có thể đang đến, các tác phẩm của ông thời kỳ này phản ánh rất rõ những cảm xúc rối loạn (có thể kể đến như Csardas Macebre). Ông đã nói với Lina Ramann - người viết tiểu sử của ông: "Tôi mang một nỗi buồn sâu sắc của trái tim, thứ mà nhất định sẽ vỡ thành các âm thanh."
Franz Liszt mất ngày 31 tháng 7 năm 1886 do biến chứng nặng nề của viêm phổi, thọ 75 tuổi. Cái chết của Liszt đã để lại niềm thương tiếc rất lớn đối với toàn bộ nghệ sĩ piano trên toàn thế giới.

### Phong cách sáng tác & những tác phẩm tiêu biểu

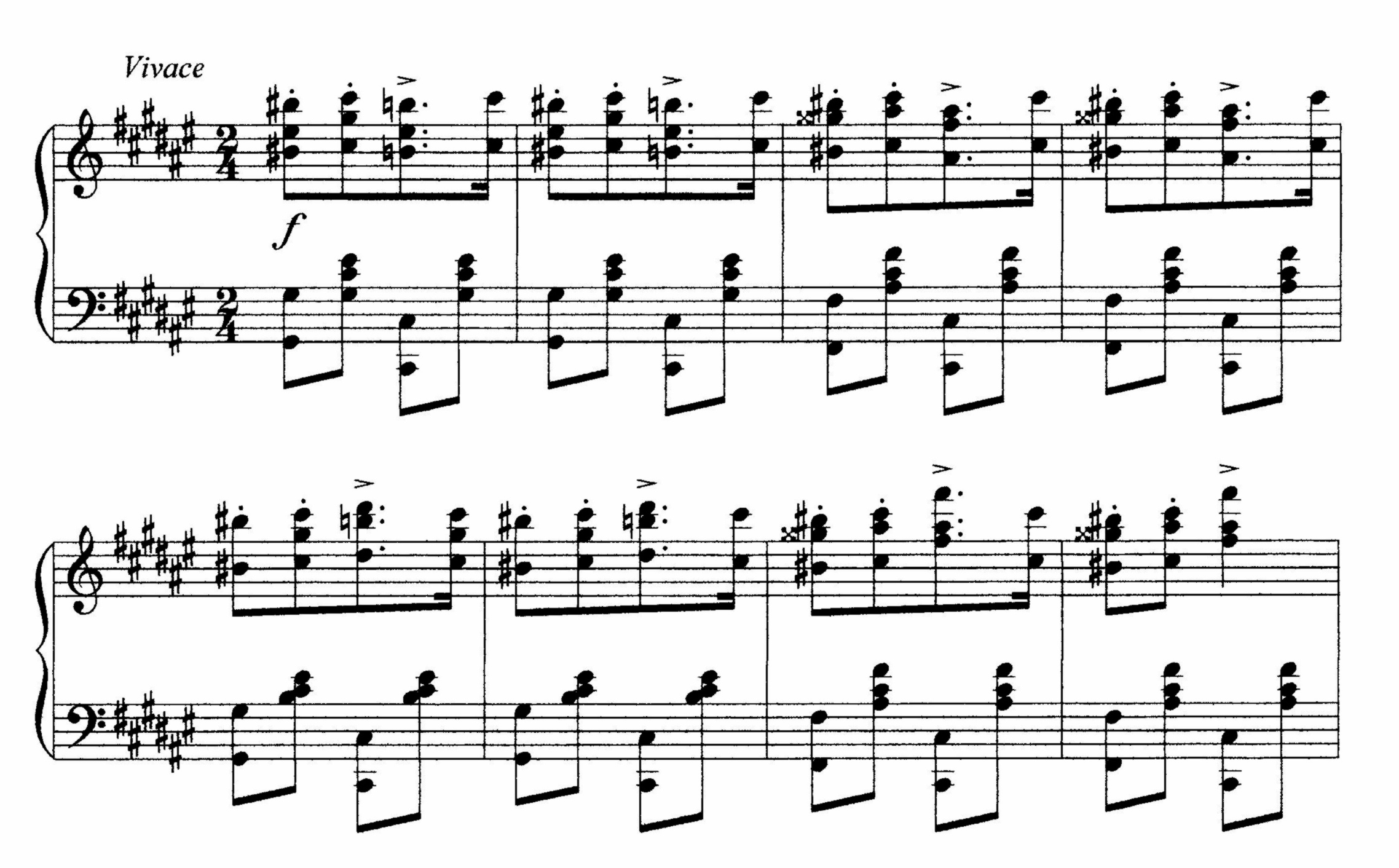
Một khúc nhạc từ Hungarian Rhapsody số 2

Franz Liszt là một tài năng hiếm có trong lịch sử nhân loại. Các tác phẩm của ông có nhiều nét khác biệt qua từng giai đoạn của cuộc đời:
- Những tác phẩm được viết khi Liszt còn nhỏ thường có giai điệu nhẹ nhàng, chịu ảnh hưởng khá lớn từ các nhạc sĩ đi trước, tiêu biểu như bộ đôi Rondo và Allergo di Bravura, Etudes Op.6,...
- Những tác phẩm của Liszt khi ông đang là một nghệ sĩ biểu diễn thường vô cùng khó, gồm các quãng tám liên tục, các trill và tremolo, những bước nhảy xa giữa các phím, kết hợp với hiệu ứng ba tay (gồm các arpeggio chơi liên tục khiến người nghe tưởng rằng có đến 3 tay đang chơi đàn). Ông cũng chuyển soạn nhiều tác phẩm cho dàn nhạc sang piano và tự viết lên những khúc Fantasies, Reminiscences trên giai điệu chính (theme) của tác phẩm đó. Tiêu biểu là Reminiscences de Norma từ opera của Bellini, Reminiscences de Don Juan từ "Don Giovanni" của Mozart, Waltz trên chủ đề từ vở opera "Faust" của Gounod,...
- Các tác phẩm được viết sau khi ông từ bỏ danh hiệu "nghệ sĩ hòa nhạc" thường có cấu trúc đồ sộ, truyền cảm hứng cho thế hệ sau như Debussy, Tchaikovsky,... Tuy vậy, các tác phẩm lúc cuối đời của ông thường mang sắc thái buồn, ghê rợn, liên tưởng đến cái chết, Có thể kể đến như 19 bản Hungarian Rhapsody, Điệu nhảy tử thần "Totentanz", 2 vở giao hưởng lớn "Dante" và "Faust" cùng 12 bản giao hưởng thơ, các điệu Csardas, các bài hợp xướng, thánh ca,...
Franz Liszt đã sáng tác hơn 700 tác phẩm trong suốt cuộc đời của ông. Ông được đánh giá là một trong những nghệ sĩ lớn nhất mọi thời đại.

## Nhạc cụ
Franz Liszt được biết đã sử dụng cây đàn piano Boisselot trong chuyến lưu diễn ở Bồ Đào Nha của mình và sau đó ở Kiev và Odessa vào năm 1847. Liszt đã giữ cây đàn Boisselot này của mình tại dinh thự Villa Altenburg của ông ở Weimar. Nhà soạn nhạc bày tỏ sự yêu thích của mình đối với cây đàn này trong lá thư gửi Xavier Boisselot vào năm 1862: “Mặc dù các phím đàn gần như bị bào mòn bởi những trận chiến của âm nhạc trong quá khứ, hiện tại và tương lai, tôi sẽ không bao giờ đồng ý thay đổi nó và quyết tâm giữ chiếc đàn này cho đến ngày cuối đời, như một người cộng sự đắc lực của tôi.” Cây đàn này hiện đang trong tình trạng không thể chơi được. Vào năm 2011, theo đơn đặt hàng của Klassik Stiftung Weimar, nhà chế tác piano đương thời Paul McNulty đã tạo ra một bản sao cây đàn piano Boisselot của Liszt. Bản sao này hiện đang được trưng bày cùng bản gốc. Trong số những cây đàn piano của Liszt ở Weimar còn có cây đàn Erard, cây “piano-organ” của Alexandre, cây đàn Bechstein và Broadwood của Beethoven.